# André Lemoyne
Camille-André Lemoyne, född den 27 november 1822 i Saint-Jean-d'Angély, död den 28 februari 1907, var en fransk skald.
Lemoyne, som en tid var typograf och senare arkivarie vid École nationale des arts décoratifs, var en blid och själfull naturlyriker, tillhörande Les parnassiens. Han erhöll flera gånger Franska akademiens pris. 
Bland Lemoynes diktcykler kan framhållas Les roses d’Antan (1865), Les charmeuses (1867), Les legendes des bois, Les paysages de mer (samlade i Poésies, flera band). Prisbelönt av Franska akademien blev även hans prosaroman Une idylle normande (1874).